# Bettancourt-la-Ferrée
Bettancourt-la-Ferrée é uma comuna francesa na região administrativa de Grande Leste, no departamento de Haute-Marne. Estende-se por uma área de 5,38 km². Em 2010 a comuna tinha 1 826 habitantes (densidade: 339,4 hab./km²).